# Kalbreyeriella rostellata
Kalbreyeriella rostellata är en akantusväxtart som beskrevs av Gustav Lindau. Kalbreyeriella rostellata ingår i släktet Kalbreyeriella och familjen akantusväxter. Inga underarter finns listade i Catalogue of Life.